# Surgères
Surgères település Franciaországban, Charente-Maritime megyében. Lakosainak száma 6861 fő (2022. január 1.). Surgères Chambon, Puyravault, Saint-Georges-du-Bois, Saint-Mard, Saint-Saturnin-du-Bois, Vouhé, Saint-Pierre-La-Noue és La Devise községekkel határos.

## Népesség
A település népessége az elmúlt években az alábbi módon változott:
| Lakosok száma | 5644 | 6175 | 6049 | 5982 | 6647 | 6750 | 6807 | 6786 | 6801 | 6861 |
|               | 1968 | 1982 | 1990 | 2006 | 2013 | 2015 | 2017 | 2019 | 2020 | 2022 |